# 西班牙船长墓
西班牙船长墓位于厦门鼓浪屿观海园内，为花岗岩制成，上刻有十字纹饰。墓地中央的石板上刻有西班牙语经文，最末为阿拉伯数字“1759”，或说明墓主1759年来到鼓浪屿，后病逝于此。20世纪90年代当地观海园度假村有限公司平整土地、种植草坪时发现该墓，并将石碑移至他处。2006年，入选第六批厦门市文物保护单位。2012年，按照考古结果修复后，该墓恢复原貌。